# Dumuslău
Dumuslău – wieś w Rumunii, w okręgu Sălaj, w gminie Carastelec. W 2011 roku liczyła 58 mieszkańców.